# Irles
Irles település Franciaországban, Somme megyében. Lakosainak száma 120 fő (2022. január 1.). Irles Achiet-le-Petit, Pys, Grévillers és Miraumont községekkel határos.

## Népesség
A település népességének változása:
| Lakosok száma | 104  | 100  | 107  | 113  | 120  | 123  | 126  | 130  | 120  |
|               | 2013 | 2015 | 2016 | 2017 | 2018 | 2019 | 2020 | 2021 | 2022 |